# Aoraia aurimaculata
Aoraia aurimaculata är en fjärilsart som beskrevs av Alfred Philpott 1914. Aoraia aurimaculata ingår i släktet Aoraia och familjen rotfjärilar. Inga underarter finns listade i Catalogue of Life.